# Ilias Fifa
Ilias Fifa (Tangeri, 16 maggio 1989) è un mezzofondista marocchino naturalizzato spagnolo.

## Palmarès
| Anno | Manifestazione    | Sede                | Evento        | Risultato | Prestazione | Note |
| ---- | ----------------- | ------------------- | ------------- | --------- | ----------- | ---- |
| 2015 | Mondiali          | Pechino             | 5000 m piani  | Batteria  | 13'28"29    |      |
| 2016 | Europei           | Amsterdam           | 5000 m piani  | Oro       | 13'40"85    |      |
| 2016 | Olimpiadi         | Rio de Janeiro      | 5000 m piani  | Batteria  | 13'30"23    |      |
| 2017 | Mondiali          | Londra              | 5000 m piani  | Batteria  | 13'47"90    |      |
| 2024 | Europei           | Roma                | 10000 m piani | 11°       | 28'14"10    |      |
| 2025 | Europei su strada | Bruxelles e Lovanio | A squadre     | Argento   | 1h24'55"    |      |

## Campionati nazionali
2012
- 7º ai campionati spagnoli indoor, 3000 m piani - 8'06"56

2015
- 5º ai campionati spagnoli, 5000 m piani - 14'22"37

2016
- Oro ai campionati spagnoli, 5000 m piani - 13'38"22
- 5º ai campionati spagnoli, 1500 m piani - 3'52"24

2017
- Argento ai campionati spagnoli, 5000 m piani - 14'11"07
- 8º ai campionati spagnoli, 1500 m piani - 3'50"48

2023
- Oro ai campionati spagnoli, 10000 m piani - 27'59"76
- 18º ai campionati spagnoli di corsa campestre - 32'18"

2024
- Oro ai campionati spagnoli, 10000 m piani - 27'53"26

## Altre competizioni internazionali
2012
- 17 alla Parelloop ( Brunssum) - 29'27"

2014
- Argento al Meeting international Mohammed VI d'athlétisme de Rabat ( Rabat), 5000 m piani - 13'14"89

2015
- 9º al Golden Gala ( Roma), 5000 m piani - 13'05"61
- Bronzo alla San Silvestre Vallecana ( Madrid) - 28'56"

2016
- Argento alla San Silvestre Vallecana ( Madrid) - 28'11"

2017
- 5º al Meeting international Mohammed VI d'athlétisme de Rabat ( Rabat), 3000 m piani - 7'40"55

2022
- 10º al Cross Internacional de Soria ( Soria) - 29'50"

2023
- Bronzo in Coppa Europa dei 10000 metri ( Pacé) - 28'12"62
- Oro alla Parelloop ( Brunssum) - 28'54"

2024
- Oro al Giro podistico internazionale di Castelbuono ( Castelbuono) - 35'31"